# Orthomorpha proxima
Orthomorpha proxima är en mångfotingart som beskrevs av Filippo Silvestri 1898. Orthomorpha proxima ingår i släktet Orthomorpha och familjen orangeridubbelfotingar. Inga underarter finns listade i Catalogue of Life.